# Ben Roy Mottelson
Ben Roy Mottelson (Chicago, Estados Unidos, 9 de julio de 1926 - Copenhague, Dinamarca, 13 de mayo de 2022) fue un físico y profesor universitario danés, de origen estadounidense, galardonado con el Premio Nobel de Física del año 1975.

## Biografía
Nació el 9 de julio de 1926 en la ciudad de Chicago, ciudad localizada en el estado norteamericano de Illinois. Estudió física en la Universidad de Purdue en 1947 y se doctoró en la Universidad de Harvard en 1950. 
En 1948 inició sus colaboraciones en el Instituto Niels Bohr de Dinamarca, al lado de Aage Niels Bohr y Leo James Rainwater, alrededor de la estructura del núcleo atómico cosa que les permitió describir la mecánica cuántica del nucleón. En 1971 consiguió la ciudadanía danesa, y en 1975 fue galardonado con el prestigioso Premio Nobel de Física, junto con sus colaboradores, por su búsqueda en la descripción cuántica de los nucleones.